# S/2021 J 5
S/2021 J 5 är en av Jupiters månar. Den upptäcktes år 2021 av Scott S. Sheppard, David J. Tholen och Chad Trujillo. S/2021 J 5 är cirka 2 kilometer i diameter och roterar kring Jupiter på ett avstånd av cirka 22 893 100 kilometer.
S/2021 J 5 har ännu inte fått något officiellt namn.